# Okrutne kłamstwo
Okrutne kłamstwo (tyt. oryg. Crewel Lye: A Caustic Yarn) – ósmy tom cyklu Xanth amerykańskiego pisarza Piersa Anthony’ego. Po raz pierwszy ukazał się w 1984 roku, w Polsce przetłumaczony przez Zbigniewa A. Królickiego i wydany przez Dom Wydawniczy „Rebis” w 1994 roku.